# Plesiomma fuliginosum
Plesiomma fuliginosum är en tvåvingeart som först beskrevs av Christian Rudolph Wilhelm Wiedemann 1821.  Plesiomma fuliginosum ingår i släktet Plesiomma och familjen rovflugor. Inga underarter finns listade i Catalogue of Life.